# ユーリウス・パウルス
ユーリウス・パウルス（Julius Paulus）は、3世紀の法学者。その生涯の詳細は定かでない。著書に抽象度の高い綱要である『断案録』（Sententiae）、実務上の難問を扱う『解答録』（Responsa）がある。
426年のテオドシウス2世とウァレンティニアヌス3世の引用法によって特別な権威とされた5名の法学者（ガーイウス、ウルピアーヌス、アエミリウス・パーピニアーヌス、モデスティーヌス）と並ぶ1人とされている。